# Ricardo Melo
Ricardo Pereira de Melo, também conhecido como Ricardo Melo, é um jornalista brasileiro.
Na juventude, estudou Economia na Universidade de São Paulo, tendo sido presidente do Centro Acadêmico Visconde de Cairu e participado do Diretório Central dos Estudantes Livre da USP. Nessa época, militava e era um dos quadros mais destacados do Bureau Político da Organização Socialista Internacionalista, de inspiração trotskista, e de seu braço estudantil, a tendência Liberdade e Luta. Por conta de sua atividade política, foi vigiado, detido e interrogado pelo regime militar que vigorava à época.
Jornalista de profissão, atuou em diversos meios. Na mídia impressa, foi editor-executivo do Diário de S. Paulo, chefe de redação do Jornal da Tarde (quando ganhou o Prêmio Esso de criação gráfica)  e editor da revista Brasil Investe do jornal Valor Econômico, além de repórter especial da Revista Exame e colunista do jornal Folha de S. Paulo. Na mesma Folha, foi sucessivamente editor adjunto de Mundo, secretário assistente de Redação, articulista da coluna São Paulo, editor de Opinião, repórter especial e editor da Primeira Página durante cinco anos. Foi também responsável pela unificação das plataformas impressa e eletrônica do jornal e produtor da TV Folha. Na televisão, trabalhou como chefe de redação do SBT e como diretor-executivo do Jornal da Band (Rede Bandeirantes) e editor-chefe do Jornal da Globo (Rede Globo). Nas mídias online, trabalhou no Jornal da Lilian, no Portal Terra.
Diretor de Jornalismo da EBC desde agosto de 2015, Ricardo Melo foi nomeado presidente dessa empresa pública de comunicação pela presidente Dilma Rousseff no dia 3 de maio de 2016. A nomeação acabou por gerar certa polêmica pelo fato de ter ocorrido apenas nove dias antes da chefe de Estado vir a ser afastada de seu cargo no desenrolar do processo de impeachment que acabaria por retirá-la em definitivo do poder. 
Com a posse de Michel Temer ainda na condição de presidente interino, o governo federal decidiu pela remoção de Ricardo Melo e sua substituição por Laerte Rimoli, jornalista conhecido por suas posições mais conservadoras. Rímoli, na ocasião, era o braço direito da área de comunicação do então presidente da Câmara, Eduardo Cunha, artífice do impeachment da então presidente Dilma Rousseff  . Cunha se encontra preso sob diversas acusações de corrupção. A decisão de afastar Ricardo Melo atentava contra a independência da EBC, contrariando seu estatuto que previa mandato de quatro anos para seu presidente e não permitia ingerência direta do Executivo Federal sobre o Conselho Curador da empresa, instância que o governo também pretendia extinguir. Diante de tal situação, Ricardo Melo recorreu ao Supremo Tribunal Federal e, em junho de 2016, obteve do ministro Dias Toffoli uma liminar que o reconduzia ao cargo.. Acossado pelo governo Temer, que considerava estratégico o cargo de presidente da EBC, Toffoli virou alvo de ataques em várias áreas. Decidiu recuar depois que a revista Veja publicou capa acusando o escritório de sua mulher de negócios suspeitos. Sob pressão, resolveu ceder e então derrubou a própria liminar no dia 8 de setembro de 2016. Desde julho de 2017, Ricardo Melo é âncora do programa Contraponto na rádio Trianon de SP, compartilhado por portais como Jornalistas Livres, O Cafezinho e rádio Timbira do Maranhão. Como professor convidado, ministrou curso na Unicamp sobre Técnicas do Jornalismo e Novas Mídias no primeiro semestre de 2018. Colabora também com portais de notícias na mídia eletrônica. 